# Prasinocyma vagilinea
Prasinocyma vagilinea là một loài bướm đêm trong họ Geometridae.